# Ritratto equestre di Maria Amalia di Sassonia
Il Ritratto equestre di Maria Amalia di Sassonia è un dipinto olio su tela di Francesco Liani, realizzato nella metà del XVIII secolo e conservato all'interno del Museo nazionale di Capodimonte, a Napoli.

## Storia e descrizione
Il ritratto è stato eseguito durante la metà del XVIII secolo, negli ultimi anni in cui la regina Maria Amalia di Sassonia e suo marito Carlo di Borbone, di cui si conserva un ritratto simile a quello della consorte nella stessa sala, regnano a Napoli prima del trasferimento in Spagna. La tela è esposta nella sala 34 del Museo nazionale di Capodimonte, nella zona dell'Appartamento Reale della reggia di Capodimonte.
Il dipinto è insolito per il periodo in cui è stato realizzato: ha un'impronta fortemente spagnola e la regina viene raffigurata su un cavallo rampante, privo di sella, vestita con abiti maschili, quasi a ricordare il dipinto del padre Augusto III di Polonia, realizzato da Louis Silvestre II. La donna appare piuttosto appesantita dagli anni, ma di cui traspare la sua personalità forte, motivo per il quale era rispettata a corte, oltre ad avere una certa influenza sulle decisioni del marito; sullo sfondo dell'opera alcuni cavalieri, probabilmente a seguito di battuta di caccia.